# Asynarchus iteratus
Asynarchus iteratus är en nattsländeart som beskrevs av Mclachlan 1880. Asynarchus iteratus ingår i släktet Asynarchus och familjen husmasknattsländor. Inga underarter finns listade i Catalogue of Life.